# Armand Isaac-Bénédic
Armand Isaac-Bénédic, né le 26 août 1875 à Paris 3e et mort le 20 octobre 1962 à Paris 16e, est un joueur de curling français.

## Carrière
Armand Isaac-Bénédic fait partie de l'équipe de France de curling médaillée de bronze aux Jeux olympiques d'hiver de 1924 se tenant à Chamonix, avec  Henri Aldebert, Georges André, Henri Cournollet, Robert Planque et Pierre Canivet.